# Vivir es fácil con los ojos cerrados
Vivir es fácil con los ojos cerrados (bra: Viver é Fácil com os Olhos Fechados) é um filme espanhol de 2013 escrito e dirigido por David Trueba. O filme ganhou seis prêmios Goya, incluindo Melhor Filme, Melhor Diretor, Melhor Roteiro Original e Melhor Ator Principal. Foi selecionado como o representante da Espanha para o Oscar de melhor filme internacional 2015, mas não foi indicado. É inspirado na história real de Juan Carrión Gañán (1924-2017), um professor de inglês que em 1966 viajou a Almería, quando John Lennon visitou a cidade andaluza para rodar o filme How I Won the War.
O título foi inspirado na letra da canção Strawberry Fields Forever ("Living is easy with eyes closed"). O filme mistura imagens próprias do filme, intercaladas com imagens de arquivo dos Beatles e de Lennon rodando em Almeria. Estreou em 31 de outubro de 2013. No Brasil, foi lançado nos cinemas pela California Filmes em 16 de outubro de 2015.

## Sinopse
Em 1966, um professor na Espanha decide dirigir até Almeria para encontrar John Lennon. No caminho, ele concede carona a dois fugitivos.

## Elenco
- Javier Câmara: Antonio San Román
- Natalia de Molina: Belém.
- Francesc Colomer: Juanjo
- Jorge Sanz: Pai de Juanjo
- Ariadna Gil: Mãe de Juanjo
- Ramon Fontserè: Ramón
- Rogelio Fernández: Bruno

## Recepção
No agregador de críticas Rotten Tomatoes, que categoriza as opiniões apenas como positivas ou negativas, o filme tem um índice de aprovação de 94% calculado com base em 16 comentários dos críticos. Os críticos de jornais e revistas como O País, O Mundo e Fotogramas coincidem em elogiar o trabalho do diretor David Trueba. Assinalam como ponto forte o bem recriado ambiente dos 60, bem como a agradável evocação do passado que provoca no espectador. Nas críticas destaca-se e premia a interpretação de Javier Câmara por sua capacidade de personificar um professor ao mesmo tempo ingênuo e plácido, com um interesse esperançoso por salvar a cultura de seu país nos tempos em que Espanha era um país muito atrasado técnica e culturalmente. As poucas críticas negativas que se escreveram sobre o filme fazem referência à tendência ao costumbrismo que tem o diretor.

## Prêmios cinematográficos
XXVIII edição dos Prêmios Goya
| Categoria                   | Pessoa            | Resultado                    |
| --------------------------- | ----------------- | ---------------------------- |
| Melhor filme                | Melhor filme      | Venceu                       |
| Melhor director             | David Trueba      | Venceu                       |
| Melhor actor protagonista   | Javier Câmara     | Venceu                       |
| Melhor actriz revelação     | Natalia de Molina | Venceu                       |
| Melhor guion original       | David Trueba      | Venceu                       |
| Melhor música original      | Pat Metheny       | Venceu                       |
| Melhor desenho de vestuário | Lala Huete        | Indicado [carece de fontes?] |

Medalhas do Círculo de Escritores Cinematográficos
| Categoria               | Pessoa            | Resultado |
| ----------------------- | ----------------- | --------- |
| Melhor filme            | Melhor filme      | Venceu    |
| Melhor director         | David Trueba      | Indicado  |
| Melhor actor            | Javier Câmara     | Indicado  |
| Melhor guion original   | David Trueba      | Venceu    |
| Melhor fotografia       | Daniel Vilar      | Indicado  |
| Melhor música           | Pat Metheny       | Indicado  |
| Melhor actriz revelação | Natalia de Molina | Venceu    |